# Triacanthagyna
Triacanthagyna – rodzaj ważek z rodziny żagnicowatych (Aeshnidae).

## Taksonomia
Rodzaj został ustanowiony w 1883 roku przez Selysa, który umieścił w nim gatunek Gynacantha trifida Rambur (będący gatunkiem typowym rodzaju Triacanthagyna). W 1923 roku Williamson w swojej monografii dotyczącej tego rodzaju dodał do niego pięć kolejnych gatunków, w tym dwa nowo opisane (T. caribbea i T. ditzleri) i trzy przeniesione z innych rodzajów (T. obscuripennis, T. satyrus i T. septima). W późniejszych latach do Triacanthagyna przeniesiono jeszcze dwa gatunki (T. nympha z Gynacantha i T. dentata z Coryphaeschna), zaś w 2003 roku opisano nowy gatunek – T. williamsoni. Rodzaj ten bywał łączony z rodzajem Gynacantha (Kirby (1890)).

## Biologia i ekologia
Przedstawiciele Triacanthagyna prowadzą zmierzchowy tryb życia. Biologia rodzaju jest słabo poznana.

## Podział systematyczny
Do rodzaju zaliczanych jest 9 gatunków:
- Triacanthagyna caribbea
- Triacanthagyna dentata
- Triacanthagyna ditzleri
- Triacanthagyna nympha
- Triacanthagyna obscuripennis
- Triacanthagyna satyrus
- Triacanthagyna septima
- Triacanthagyna trifida
- Triacanthagyna williamsoni